# V381 Большого Пса
V381 Большого Пса (лат. V381 Canis Majoris), HD 52813 — двойная затменная переменная звезда типа Беты Лиры (EB) в созвездии Большого Пса на расстоянии приблизительно 1217 световых лет (около 373 парсеков) от Солнца. Видимая звёздная величина звезды — от +7,82m до +7,73m. Орбитальный период — около 3,3744 суток.

## Характеристики
Первый компонент — белая звезда спектрального класса A2V.